# Antonio Navarro Velasco
Antonio Navarro Velasco (Madrid, 1 de setembre de 1936) és un polític espanyol. Llicenciat en enginyeria agrònoma, fou funcionari del Ministeri d'Agricultura, formant part del Consell Superior Agrari i exercint com a director d'exportació de l'Empresa Nacional MERCORSA. Membre d'Alianza Popular, fou elegit diputat per la província de Màlaga a les eleccions generals espanyoles de 1982. De 1982 a 1983 fou vicepresident segon de la Comissió d'Agricultura, Ramaderia i Pesca del Congrés dels Diputats. Posteriorment fou elegit diputat pel mateix partit a les eleccions al Parlament Europeu de 1987 i 1989. De 1987 a 1992 fou membre de la comissió d'Agricultura, Pesca i Desenvolupament Rural del Parlament Europeu.